# Donnie Darko
Donnie Darko è un film del 2001 scritto e diretto da Richard Kelly, al suo esordio alla regia.
La pellicola, riproposta al cinema nel 2004 nella versione director's cut, è diventata un film di culto, anche se gli incassi al botteghino furono, all'epoca della prima uscita, abbastanza bassi (517.375 dollari), cosa che non si è ripetuta in occasione della seconda uscita, che ha visto il film ottenere un grande successo. Il film fu girato in soli ventotto giorni, che coincide casualmente con il numero dei giorni in cui si sviluppa la storia narrata.
In Italia il film è rimasto inedito nel 2002, ma in seguito alla sua presentazione fuori concorso alla 61ª Mostra internazionale d'arte cinematografica di Venezia (2004) e all'uscita negli Stati Uniti della versione director's cut, l'opera di Kelly è approdata anche nelle sale italiane il 26 novembre 2004. Successivamente, a dicembre del 2005, anche in Italia è stata pubblicata la versione director's cut, ma solo per il mercato dei DVD.

## Trama
È la notte del 2 ottobre 1988, la televisione trasmette il confronto tra George H. W. Bush e Michael Dukakis, la figlia maggiore Elizabeth rincasa, quando l'esistenza della famiglia Darko viene sconvolta dalla caduta di un motore di aereo precipitato direttamente nella camera del secondogenito, Donnie.
Donnie però non è nella sua stanza: dopo un episodio di sonnambulismo, nel quale incontra un misterioso personaggio, che gli predice la prossima fine del tempo, si risveglia nel campo da golf di Middlesex, Virginia, destato da due giocatori, con una sequenza di numeri scritta sul braccio: "28:06:42:12", che poco prima gli era stato detto essere il tempo rimanente alla fine del mondo (28 giorni, 6 ore, 42 minuti e 12 secondi).
Donnie è un adolescente alle prese con i problemi dell'età: un liceale maturo, intelligente, compassionevole verso chi si trova in condizioni di disagio, ma che, per le sue stranezze comportamentali, non gode di popolarità presso i coetanei. Introverso, inseguito da una diagnosi di probabile schizofrenia, è in terapia psichiatrica e sotto cura farmacologica: affetto da un apparente stato depressivo, vive con tedio l'esistenza, non comprendendone il significato, sublimandone la frustrazione nelle fantasie erotiche ed entrando spesso in contrasto con chi, con ipocrisia bigotta, vuole imporgli una visione semplicistica e felice della vita.
La famiglia Darko rappresenta la classe media americana di periferia: il padre Eddie, repubblicano, in perenne, affettuoso contrasto ideologico con la figlia maggiore, Elizabeth, prossima al college, di idee progressiste e anticonformista; Rose, una madre premurosa, istruita, non invasiva nella vita dei figli, ma oppressa dai sensi di colpa perché non riesce a capire il figlio Donnie e a comunicare con lui; e Samantha, la sorellina minore, componente del gruppo scolastico di ballo, Sparkle Motion. Donnie ritorna a casa accolto dalla famiglia, sollevata per averlo ritrovato sano e salvo, quando scopre di essere appena scampato all'incredibile incidente, che lascia increduli persino gli ispettori della FAA: il motore infatti non risulta mancare da nessun velivolo in volo al momento dell'incidente.
La vita riprende, ma da questo momento in avanti una serie di piccoli eventi si affacceranno nella vita di Donnie, intrecciandosi rapidamente in una concatenata sequenza di coincidenze, che pian piano perderanno per lui il loro aspetto casuale. Tornato a scuola - nonostante sia ufficialmente colui che ha «fregato la morte» - l'evento non porta riflessi positivi sulla sua impopolare immagine; durante un confronto in classe sul racconto di Graham Greene The destructors una nuova ragazza, Gretchen Ross, entra nell'aula e, al provocatorio invito dell'insegnante di lettere di sedersi accanto al ragazzo che ritiene più carino, indica proprio Donnie. Dopo le lezioni, Donnie rincasa in automobile con il padre, il quale eviterà miracolosamente di investire "Nonna Morte", una stravagante ultracentenaria che passa le sue giornate in completa solitudine e facendo la spola, in uno stato di apparente catatonia, tra la sua fatiscente casa e la cassetta della posta, sempre vuota. Donnie tenta compassionevolmente di instaurare con lei un dialogo, ma Nonna Morte gli sussurra all'orecchio una macabra sentenza: "Ogni creatura sulla terra muore sola". Questa frase non sarà priva di ripercussioni sulla turbata psiche del ragazzo, che, nel frattempo, confiderà alla terapista di avere conosciuto un nuovo amico immaginario, Frank. Frank appare a Donnie come un uomo che calza un costume da coniglio antropomorfo dal grottesco aspetto demoniaco; fu lui a salvarlo la notte dell'impatto, destandolo dal sonno e invitandolo a lasciare la casa, anticipandogli la fine del mondo, ed è ancora lui a indurlo, pochi giorni dopo, ad allagare la scuola rompendo un condotto con un'accetta.
Al mattino, alla fermata dello scuolabus, Donnie e i suoi amici vengono informati della chiusura della scuola in seguito all'atto vandalico che l'ha resa inagibile; tornando a casa Donnie incontra Gretchen, anche lei in attesa del bus, importunata da Ricky e Seth, compagni di classe dediti al bullismo, che grazie al suo intervento desistono dalle molestie. Riaccompagnando la ragazza a casa Donnie avverte verso di lei un immediato trasporto, che lo spinge a chiederle di 'mettersi insieme', invito al quale la ragazza aderisce senza esitazione. L'allagamento della scuola gli appare ora finalizzato a quella conversazione, rafforzando su di lui l'influenza di Frank, che sembra guidarlo attraverso una trama misteriosa, ma provvidenziale.
Durante le attività extrascolastiche Kitty Farmer, la professoressa di ginnastica, fervente sostenitrice degli insegnamenti bigotti e demagogici del motivatore Jim Cunningham, propone un esercizio, da egli ideato, chiamato Linea della vita, che pretende di imporre agli studenti uno schema di interpretazione degli eventi esistenziali manicheo e semplicistico. Ne scaturisce un alterco, che Donnie conclude con un volgare invito rivolto alla donna, che gli costa una lunga sospensione dalle attività extrascolastiche.
Indirizzato da una domanda di Frank sui viaggi nel tempo Donnie intrattiene con il professore di fisica una conversazione sui ponti di Einstein-Rosen, viaggi temporali e mezzi di trasporto; per incoraggiarne l'interesse per l'argomento il docente gli fa segretamente dono di un libro dal titolo esoterico: La filosofia del viaggio nel tempo, di Roberta Sparrow, alias Nonna Morte, scritto da quest'ultima dopo avere svestito l'abito da suora e avere intrapreso la carriera di insegnante di scienze in quella stessa scuola. Durante la lettura del libro Donnie ravvisa sempre più nitidamente il ruolo di guida assunto da Frank sulla sua vita, comprendendo che questi gli ha nominato i viaggi nel tempo perché potesse venire a conoscenza dell'esistenza del libro e della sua autrice, e la frase di Nonna Morte acquisisce per lui una valenza particolare, che lo porta a considerare che tutto nella vita, compresa la ricerca del suo intrinseco significato, perde di senso se alla fine ogni essere vivente muore solo.
La condizione di dissociazione di Donnie si acuisce; alle apparizioni di Frank si aggiunge la visione di misteriose proiezioni trasparenti, una sorta di condotti liquidi, che fuoriescono dal petto delle persone e ne anticipano i movimenti, quasi si trattasse di tracciati spazio-temporali già prescritti; guidato dal proprio trova, in camera dei genitori, una pistola. A scuola, intanto, Jim Cunningham tiene un seminario per insegnare ai ragazzi come sconfiggere la paura e allontanare le tentazioni della vita: droga, alcol e sesso prematrimoniale. Le sue tecniche demagogiche di convincimento che poggiano su un superficiale miscuglio di concetti ipocriti e bigotti di facile presa oltreché sul proprio fascino personale, spingono il visionario Donnie a contestarlo pubblicamente, additandolo come l'Anticristo - prima di essere allontanato dall'aula -, causando l'evidente turbamento dell'uomo.
Approfondendo la lettura del libro di Roberta Sparrow Donnie scopre che tutte le sue visioni trovano riscontro e spiegazione nelle sue pagine e si convince di essere protagonista di un destino imminente, di cui lui sta seguendo il sentiero sotto la guida di Frank. Nel frattempo il suo rapporto con Gretchen prosegue, e mentre si trovano una sera al cinema, Frank gli riappare e gli ordina di bruciare la casa di Cunningham. Durante il colloquio, levatosi la maschera copricapo, Frank rivela una ferita sanguinante al posto dell'occhio destro. Mentre tutti assistono o partecipano a uno spettacolo scolastico, e Gretchen dorme nel cinema deserto, Donnie esegue l'ordine di Frank. Lo spegnimento dell'incendio rivela il lato oscuro di Jim Cunningham, con la scoperta di una stanza segreta allestita per girare video pedopornografici, destinati a un giro di pedofili di cui è evidentemente membro. In seguito al suo arresto la Farmer demanda alla madre di Donnie l'impegno di accompagnare le Sparkle Motion a Los Angeles (mentre Eddie è a New York per il weekend), perché intenta a farsi promotrice di un comitato in difesa dell'uomo, ritenendolo vittima di malagiustizia.
La professoressa di lettere intanto è stata licenziata, ma prima di andarsene ha un ultimo casuale incontro con Donnie, uno dei suoi studenti preferiti, durante il quale gli spiegherà che la frase che ha lasciato scritta sulla lavagna, cellar door (porta della cantina), è stata ritenuta la più bella espressione di tutta la lingua inglese da un famoso linguista.
Alla sorella di Donnie, Elizabeth, viene comunicata l'ammissione ad Harvard, e assieme al fratello decide di festeggiare approfittando dell'assenza dei familiari e della contestuale vicinanza della festa di Halloween. Durante la festa Donnie viene raggiunto da Gretchen, sconvolta per la scomparsa della madre e per avere trovato la casa sottosopra. I due finiscono per fare l'amore sul letto dei genitori di Donnie ma, allo scoccare del 30 ottobre, riacquistano forza le visioni del ragazzo. Certo che la fine del mondo è imminente, e prendendo quell'ultima citazione della professoressa per un altro indizio, si precipita con la ragazza e gli amici a casa di Roberta Sparrow, credendo di trovare nella sua cantina la chiave del mistero al quale è predestinato e di scongiurare così la fine del mondo.
Entrando nella cantina con Gretchen troverà soltanto Ricky e Seth, lì nascosti con l'intento di derubare la ricchissima Nonna Morte. Ne scaturisce una colluttazione in strada durante la quale sopraggiunge un'auto che travolge la ragazza, uccidendola. Il conducente della macchina è Frank, con indosso il costume da coniglio, con il quale intende partecipare alla festa in casa Darko, essendo probabilmente lui il misterioso ragazzo di Elizabeth mai rivelato nel corso del film. Comprendendo, finalmente, l'intero disegno, Donnie lo uccide sparandogli all'occhio destro con la pistola del padre, quindi invita il passeggero della macchina a tornare a casa e rassicurare i suoi familiari. Il cerchio degli eventi sta per chiudersi e lui sta per portare a termine il suo compito di garante della salvezza dell'umanità indicatogli da Roberta Sparrow nel libro. Donnie, riportando a casa il cadavere di Gretchen, vede addensarsi sulla città un inquietante turbine di nuvole nere, da lui interpretato come la manifestazione fisica di un cunicolo spazio-temporale. Intanto dall'ala dell'aereo su cui si trovano la madre, la sorella e il gruppo delle ballerine, si stacca un reattore che finisce sulla sua casa, uccidendolo nel suo letto, la notte del 2 ottobre 1988.
La pellicola si chiude con Gretchen che passa il mattino dopo in bicicletta vicino a casa di Donnie e chiede cosa sia successo e alla domanda se lo conoscesse risponde di no.

## Colonna sonora
1. Echo & the Bunnymen – The Killing Moon (Will Sergeant, Ian McCulloch, Les Pattinson, Pete de Freitas)
2. Sam Bauer & Ged Bauer – Lucid Memory
3. Tears for Fears – Head over Heels (Curt Smith, Roland Orzabal)
4. Ged Bauer & Mike Bauer – Lucid Assembly
5. Giulio Caccini & Paul Pritchard – Ave Maria
6. Steve Baker & Carmen Daye – For Whom the Bell Tolls
7. Quito Colayco & Tony Hertz – Show Me
8. Duran Duran – Notorious (Simon Le Bon, Nick Rhodes, John Taylor)
9. The Dead Green Mummies (Pantera) – Proud to Be Loud (Marc Ferrari)
10. Joy Division – Love Will Tear Us Apart
11. The Church – Under the Milky Way (Steven Kilbey, Karin Jansson)
12. Gary Jules & Michael Andrews – Mad World (Roland Orzabal)

## Riconoscimenti
- 2001 - San Diego Film Critics Society Awards
  - Miglior sceneggiatura originale a Richard Kelly
- 2002 - Academy of Science Fiction
  - Premio per giovani cineasti a Richard Kelly

## Distribuzione
Donnie Darko è uscito nelle sale dal 26 ottobre 2001 al suo picco di 58 sale negli Stati Uniti; la sua prima si tenne all'Egyptian Theatre di Hollywood. Il film ha incassato $ 110.494 nel suo weekend di apertura, classificandosi al n. 34 al botteghino. Il film uscì sei settimane dopo gli attentati dell'11 settembre e il suo trailer presentava un incidente che coinvolgeva un aereo, che ha influito sulle sue possibilità di successo al botteghino. Kelly ha detto che il film non è stato "attraente per le persone in quel capitolo emotivo e profondamente traumatizzante della nostra storia". Il presidente di Newmarket Bob Berney ha affermato che "l'umore cupo e il tempismo" sono stati la causa del fallimento del film al botteghino e che i critici non sono riusciti a capire o accettare il film per quello che è. "L'atmosfera filtrava attraverso tutto". Quando la sua corsa nelle sale finì, l'11 aprile 2002, il film aveva incassato $517.375. Dopo le ristampe, ha incassato 7,6 milioni di dollari in tutto il mondo, recuperando il budget. Nonostante il suo scarso successo iniziale al botteghino il film ha attirato una devota base di fan e ha guadagnato un seguito di culto. Dopo la sua uscita in home video nel marzo 2002, il Pioneer Theatre di New York City iniziò le proiezioni di mezzanotte di Donnie Darko che andarono in onda per 28 mesi consecutivi.
In Italia il film uscì il 19 novembre 2004.

## Accoglienza
Critici e spettatori hanno offerto varie interpretazioni del film, nessuna delle quali ufficialmente accettata dalla produzione o dall'autore Richard Kelly.
Alcuni critici e spettatori arrivano alla conclusione che l'intero film, tranne la conclusione, si svolga in un "universo tangente", sorta di dimensione parallela del multiverso. Frank, ucciso nell'universo tangente, ha il potere di ritornare indietro nel tempo, potere che non avrebbe se fosse stato ucciso nell'universo reale. Il suo scopo è quello di fornire una spiegazione per il reattore che compare sulla casa di Donnie, e che in questo modo "disturba" il continuum dello spazio-tempo e crea un paradosso che rischia di distruggere l'universo stesso. Gli atti dei personaggi in seguito sono tutti inconsapevolmente diretti a dare un senso al paradosso, portando infine Donnie a creare lui stesso il cunicolo spazio-temporale che risucchia il motore dell'aereo e lo porta nell'universo reale, dove Donnie viene ucciso. Quelli che hanno interagito con Donnie nell'universo tangente tuttavia, conservano una lieve consapevolezza degli eventi in esso accaduti.
Secondo altri alla fine del film Donnie stesso si dirige nel cunicolo spazio-temporale che risucchia il reattore, allo scopo di morire nel passato e scongiurare gli eventi che avrebbero portato alla morte di Gretchen. Ancora altri fan propendono per interpretazioni di tipo filosofico-esoterico. Il direttore di Sentieri Selvaggi Federico Chiacchiari scrive che Kelly "realizza uno dei finali più romantici degli ultimi anni, con un viaggio nel tempo che diviene un vero e proprio moto di salvezza nei confronti delle persone che si amano, quasi un sacrificio cristologico, un volo d’angelo sul futuro, o verso il passato".
Nel 2008 la rivista Empire lo inserì al 53º posto nella lista dei cinquecento migliori film della storia.

## Director's Cut
Donnie Darko: The Director's Cut è uscito il 29 maggio 2004 al Seattle International Film Festival, e successivamente a New York e Los Angeles, il 23 luglio 2004. Per la prima di Seattle i biglietti sono andati esauriti nel corso della giornata, incassando quasi 33.000 dollari in cinque giorni. Questa versione aggiunge venti minuti di riprese extra e una colonna sonora rivisitata.
Nel film vengono maggiormente approfondite le teorie sui viaggi nel tempo. Viene dato risalto al libro scritto da Roberta Sparrow, l’anziana “Nonna morte”, Filosofia dei Viaggi nel Tempo. In questo testo sarebbe infatti racchiusa una complessa spiegazione della vicenda e del suo finale. La Filosofia dei Viaggi del Tempo non è un saggio realmente esistente, ma è un testo fittizio ideato appositamente per il film, traendo in parte spunto dalle teorie di Stephen Hawking.
Secondo Roberta Sparrow talvolta l’Universo subisce delle “corruzioni” che possono dare vita a degli Universi Tangenti. In questo caso la corruzione sarebbe il paradosso creato dalla caduta del motore di un aereo che però decollerà nel futuro. La storia che vediamo nel film si svolgerebbe quindi in un universo molto instabile, un'anomalia, che dura solamente pochi giorni per poi collassare. All’interno di universi come questi vengono alla luce delle particolari figure che hanno il compito di risolvere il paradosso.
In particolare questo compito è affidato a un “ricevitore vivente”, dotato di particolari poteri che lo aiutano nel suo compito, condannandolo però a strane visioni e problematiche psicologiche, come succede a Donnie Darko. Una figura essenziale di questa "ricetta" è anche il “manipolato morto”: una persona deceduta nell'Universo Tangente e ha la possibilità di tornare nell'Universo Primario, con il fine di indirizzare il ricevitore. È questo il ruolo dell'inquietante Frank.
Intervengono inoltre i “manipolati viventi”, che sono delle persone vicine al ricevitore e che compiono inconsapevolmente delle azioni che aiutano il compimento della missione: è quello che succede, per esempio, quando a Donnie viene dato il libro oppure quando la professoressa suggerisce la parola “cellar-door”. La morte di Gretchen, infine, rappresenta la “trappola di sicurezza”, ossia un elemento che assicura che il ricevitore vivente si decida a risolvere il paradosso. A questo punto Donnie può usare i suoi poteri per creare un cunicolo spazio-temporale e rispedire il motore dell’aereo nell'Universo Primario, nel quale poi morirà.

## Sequel
Nel maggio 2008 erano iniziate a circolare voci riguardo a un possibile sequel del film, seguito che uscì al cinema nelle sale statunitensi il 12 maggio 2009, intitolato S. Darko. La regia fu affidata a Chris Fisher, e dal progetto si è più volte dissociato Richard Kelly.
Il sequel è uscito nelle sale cinematografiche italiane nell'estate del 2009, ricevendo generalmente recensioni negative da parte di pubblico e critica.